# Esmeraldasmyrfågel
Esmeraldasmyrfågel (Sipia nigricauda) är en fågel i familjen myrfåglar inom ordningen tättingar.

## Utbredning och systematik
Fågeln förekommer i Stillahavssluttningen i västra Colombia och västra Ecuador (i söder till El Oro). Den behandlas som monotypisk, det vill säga att den inte delas in i några underarter.

## Status
IUCN kategoriserar arten som livskraftig.